# Zenith Lake
Zenith Lake är en sjö i Kanada.   Den ligger i Thunder Bay District och provinsen Ontario, i den sydöstra delen av landet, 900 km väster om huvudstaden Ottawa. Zenith Lake ligger 402 meter över havet. Den ligger vid sjön Cleaver Lake.
I omgivningarna runt Zenith Lake växer i huvudsak blandskog. Trakten runt Zenith Lake är nära nog obefolkad, med mindre än två invånare per kvadratkilometer.